# مارك كيلر
مارك كيلر (بالألمانية: Mark Keller)‏ (و. 1965 – م) هو ممثل، ومغني، من ألمانيا.

## وصلات خارجية
- مارك كيلر على موقع IMDb (الإنجليزية)
- مارك كيلر على موقع ألو سيني (الفرنسية)
- مارك كيلر على موقع ميوزك برينز (الإنجليزية)
- مارك كيلر على موقع ديسكوغز (الإنجليزية)
- مارك كيلر على موقع قاعدة بيانات الفيلم (الإنجليزية)
- مارك كيلر على موقع كينوبويسك (الروسية)